# Яковлева, Алина Алексеевна
Алина Алексеевна Яковлева (род. 14 октября 1996, Барнаул, Россия) — российский топ-райдер Red Bull Ice Cross (Red Bull Crashed Ice). Вице-чемпионка мира 2021 года.

## Биография
Родилась 14 октября 1996 года в Барнауле. 
Впервые встала на коньки, когда ей было 3 года. Увлеклась хоккеем, но профессионально не тренировалась, однажды на дворовой коробке её заметил тренер одной из местных команд, пригласил на тренировки. Позднее выступала за команду города Барнаула ХК Алтай (бывший Мотор), так как женская команда не существовала, была единственной девочкой в команде. Претендовала на место в женской сборной России по хоккею, однако, выбрала учёбу.
После школы занялась пауэрлифтингом. Кандидат в мастера спорта по пауэрлифтингу, мастера спорта по становой тяге и КМС по жиму лежа. Чемпионка России и Евразии по пауэрлифтингу.

## Образование
Училась в Гимназии № 27 города Барнаула, позднее была зачислена в Лицей № 130 РАЭПШ, именно в этот момент пришлось выбирать между учёбой и спортом.
После окончания школы в 2014 году поступила в Алтайский государственный университет на юридический факультет. В 2017 году забрала документы из университета, однако через год восстановилась и окончила степень бакалавра.
С 2019 по 2021 год обучалась в МГУ им. Ломоносова (Московский государственный университет) и в Международном Олимпийском университете по специальности спортивное право. Играла за сборную МГУ по регби.

## Спортивная карьера
В Ice Cross downhill дебютировала в сезоне 2018/2019 и на первой гонке сразу же смогла попасть в ТОП16, однако, на чемпионате мира перед квалификационным заездом упала и порвала связки голеностопа и её сезон на этом был окончен.
В сезоне 2019/20 попала в ТОП10 мирового рейтинга. Но из-за пандемии и начавшихся ограничений не смогла попасть на некоторые гонки сезона, вследствие чего недополучила очков и опустилась в рейтинге, затем сезон был досрочно прекращен. Яковлева по его итогам заняла 24 место.
В сезоне 2020/21 из-за пандемии правила были временно изменены, рейтинг отменялся и дорога на чемпионат мира теперь лежала через отборочные. ТОП3 атлета могли представлять страну. В полуфинале отборочного этапа Яковлева не удержалась на повороте и упала, падение позволило ей пробиться только в small final, где она финишировала первой, но в общей сетке заняла 5 место. Две квоты на главный финал сезона разыгрывались на чемпионате России, где Яковлева выиграла квалификационный заезд, однако, в финале вновь произошло падение, и как итог 4 место. Все таки она оказалась на чемпионате мира, где, показала одну из худших квалификаций и стала аутсайдером среди российских атлетов. Но в день гонки все её заезды прошли чисто и без падений. В финале уступила только австрийке Веронике Виндиш и завоевала серебро, став первым российским спортсменом, поднявшимся на подиум на чемпионате мира в этом виде спорта.

## Увлечения
С детства увлекается экстремальными видами спорта. В 8 лет встала на горные лыжи, в 11 на сноуборд, также более 10 лет является сертифицированным дайвером.